# Raja rhina
Raja rhina (лат.) — вид хрящевых рыб семейства ромбовых скатов отряда скатообразных. Обитают в умеренных водах восточно-центральной и северо-восточной части Тихого океана между 61° с. ш. и 22° с. ш и между 165° з. д. и 110° з. д. Встречаются на глубине до 1069 м. Их крупные, уплощённые грудные плавники образуют диск в виде ромба с вытянутым рылом. Максимальная зарегистрированная длина 180 см. Откладывают яйца. Являются объектом промысла.

## Таксономия
Впервые вид был научно описан в 1880 году. Видовой эпитет происходит от греч. ῥινός — «нос».

## Ареал
Эти демерсальные скаты распространены в восточно-центральной части Тихого океана от юго-востока Берингова моря до Калифорнийского залива. Они обитают у берегов Канады (Британская Колумбия, Юкон), Мексики (Нижняя Калифорния) и США (Аляска, Калифорния, Орегон, Вашингтон). Встречаются на континентальном шельфе и в верхнейчасти материкового склона на глубине от 9 до 1069 м. Глубже 400 м попадаются редко.

## Описание
Широкие и плоские грудные плавники этих скатов образуют диск в виде ромба с вытянутым рылом и закруглёнными краями. На вентральной стороне диска расположены 5 жаберных щелей, ноздри и рот. На длинном хвосте имеются мясистые латеральные складки. От основания хвоста до промежутка между двумя спинными плавниками пролегает срединный ряд из 20 шипов. Позади глаз имеются 1—2 шипа, край орбит также покрыт шипиками. Спинные плавники маленькие, расположены далеко на хвосте. Анальный плавник отсутствует. Окраска дорсальной поверхности диска ровного коричневого цвета, у основания грудных плавников имеются отметины в виде тёмных колец, позади которых иногда расположены светлые пятна. Вентральная поверхность грязно-голубого цвета с крапинками по внешнему краю. Максимальная зарегистрированная длина 180 см.

## Биология
Подобно прочим ромбовым эти скаты откладывают яйца, заключённые в жёсткую роговую капсулу с выступами на концах. Эмбрионы питаются исключительно желтком. Длина капсулы 904—13 см, ширина 5,7—7,7 см. Молодые скаты имеют тенденцию следовать за крупными объектами, похожими на их мать. Самцы и самки достигают половой зрелости при длине 61—74 см и 70—100 см, в возрасте 7—11 и 10—12 лет соответственно. Максимальная продолжительность жизни оценивается в 26 лет. Размер новорождённых 12—17 см. На этих скатов охотятся акулы и кашалоты, яйца служат пищей моллюскам.

## Взаимодействие с человеком
Эти скаты являются объектом целевого промысла, попадаются в качестве прилова. Мясо потребляют в пищу. В настоящее время у побережья Калифорнии имеется 29 защитных областей общей площадью около 204 кв. км, траловый промысел с целом сокращается. Международный союз охраны природы присвоил виду охранный статус «Вызывающий наименьшие опасения».